# ژیلبر-لوک دویاناز
ژیلبر-لوک دویاناز (زادهٔ ۱۹ ژوئیه ۱۹۵۳) یک سیاستمدار فرانسوی است.
او عضو حزب سوسیالیست است. وی از سال ۲۰۱۸ عضو سنا بوده است. او از سال ۲۰۱۱ تا ۲۰۱۵ مشاور عمومی رون بود. در سال ۲۰۱۷ به عنوان مشاور شهرداری ویلوربان انتخاب شد. او چندین دوره به عنوان معاون شهردار ویلوربان خدمت کرده است. او همچنین ریاست گروه دوستی بین‌پارلمانی فرانسه و ارمنستان را بر عهده دارد.

## زندگی‌نامه
ژیلبر-لوک دویاناز در سال ۱۹۵۳ در لیون، فرانسه متولد شد. او تقریباً بدون وقفه عضو بوده و مسئولیت‌های مختلفی را بر عهده گرفته است. او محقق مرکز مطالعات فنی لیون بود. وی برای اولین بار در سال ۱۹۸۳ به عنوان مشاور شهرداری شهر ویلوربان منصوب شد.